# Джейн Енгер

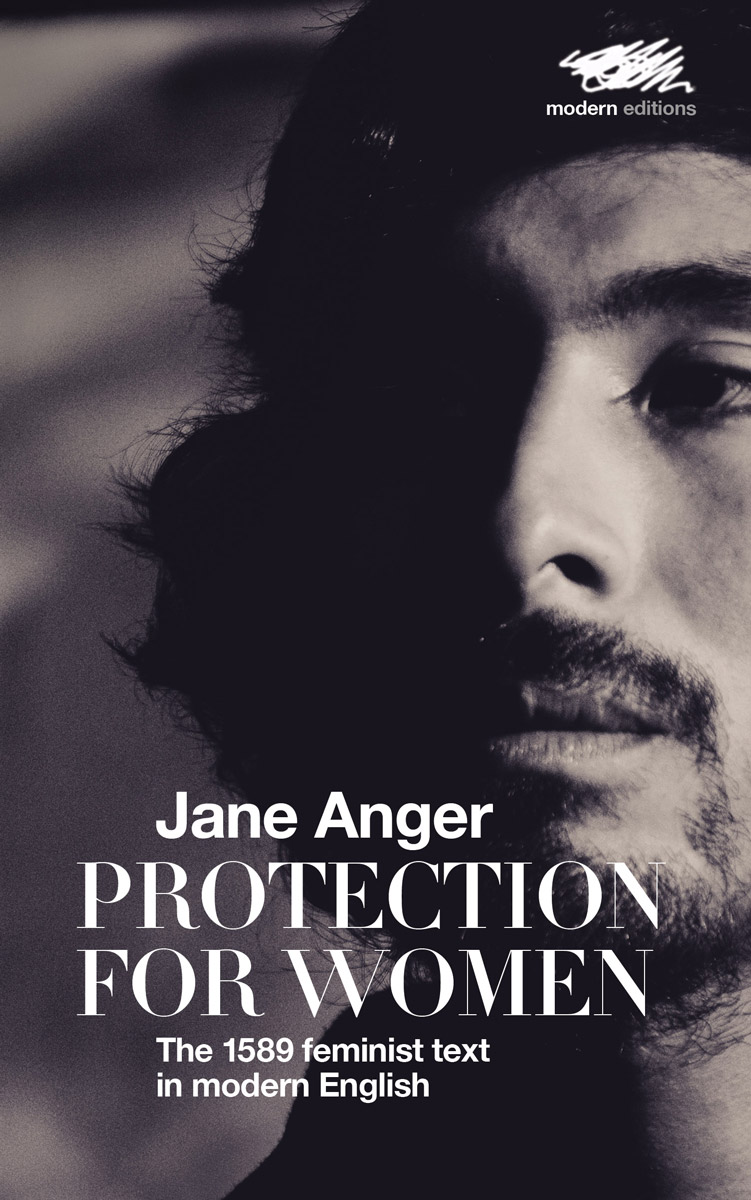
Обкладинка «Захист для жінок» Джейн Енгер у сучасному перекладі англійською, 2019

Джейн Енгер (англ. Jane Anger) — англійська протофеміністська письменниця 16 століття. Перша жінка, яка опублікувала англійською власну статтю: 1589, Jane Anger her Protection for Women («Її захист жінок»), коли жінки не мали доступу до освіти, рідко писали та публікували світські чи нерелігійні тексти та рідко заперечували супремасизм (віру у чоловічу вищість над жінками).

## Життя та кар'єра
Вчені практично нічого не знають про життя Енгер: вона відома лише як авторка памфлету «Її захист жінок» (1589). У той час в Англії жили більше однієї Джейн Енгер, проте жодна з них не була ідентифікована як авторка памфлету. За словами Мойри Фергюсон, історія прізвищ цього періоду свідчить про те, що її прізвище, ймовірно, походить від англізованого французького «Anjou». Енн Прескотт стверджує, що, ймовірно, Джо Енгер, чий вірш про авторку з'являється в кінці тому, був родичем або чоловіком. Інші припускають, що «Джейн Енгер» це псевдонім письменника-чоловіка. Інші дані свідчать про те, що Джейн Енґер могла бути жінкою і її робота була вивільненням з гендерно-стереотипних ролей. У «Кривому ребрі» Френсіс Лі Атлі стверджує, що анонімна поема «You are to yong to bring me in: an old lover to a young gentlewoman» могла спровокувати різкий захист Енгер.

## Робота
Брошура Джейн Енгер «Її захист жінок» (1589) була відповіддю на текст Томаса Орвіна. Аргументи Енгер — це збірка алюзій, висловів і прикладів, які відповідають на наявні в «Книзі його надлишка».
Брошура захищає жінок і серйозно претендує щодо жіночого авторства. Її текст вперше привніс до англійського письма новий характерний голос, який підкреслив звучання жіночого гніву (див. Жіноче письмо). Розвиваючи цю інновацію, Енгер «перетворила ідею чоловічих моделей композиції, щоб винайти жіночий стиль письма, який відповідав би її діяльності». Деякі сучасні коментатор(к)и стверджують, що «Енгер свідомо переробляє мізогінні ідеї свого опонента, щоб встановити пряму жіночу точку зору, яка виходить за рамки querelle (суперечок)». Будучи першою великою англомовною жінкою-полемісткою, безсумнівно, Енгер демонструє інтерес і цінність у створенні феміністичної свідомості, оскільки в середні століття феміністична полеміка була улюбленою темою академічних диспутів.
Памела Джозеф Бенсон стверджує, що «Захист залишається невідрізненим від інших втручань у querelle, оскільки він значною мірою покладається на традиційне питання сексуальної поведінки для оцінки моральної природи жінки». Захищаючи свою участь в дискусії, вона постійно зачіпає читацьке усвідомлення, що жінки були недостатньо впевнені, аби висловити власну думку чи «чоловічі» емоції. Памфлет починається з критики чоловічої риторики, з особливою увагою на їх надмірний акцент на «манері» над «матерією». Енгер звертає увагу на протиріччя між письменниками-чоловіками, які використовують жінок як стимул для своєї творчості, та реального занепаду жінок. Вона торкається поняття міфотворчості, яке супроводжує претензії чоловіків на натхнення: «Якщо вони можуть зазіхнути так далеко в нашу присутність, як тільки бачать підкладку нашого верхнього одягу, вони прямо думають, що Аполлон вшанує їх».

## Історичний контекст жіночої літературної творчості
Під час раннього Нового часу не вистачало офіційних навчальних закладів для дівчат, але це не завадило деяким жінкам навчитися читання та письма. Лора Нопперс припускає, що неформальна освіта дівчат відбувалася в різних просторах і способах. Перші письменниці використовували три стилі почерку: курсив, секретер і змішаний. Процес письма був пов'язаний з читанням книг. Оскільки багато книг коштували дорого, деякі жінки власноруч копіювали їх і писали на полях. Протягом раннього Нового часу багато жінок, як правило, вибирали рукописи та тираж для своїх щоденників, подорожніх журналів, книг рецептів, релігійних та особистих релігійних писань та різноманітних довідок. Нопперс стверджує, що різноманітні твори включають жіноче авторство та відповіді на тексти.
Деякі ранні феміністичні дослідження припускають, що жіночий процес письма почався вдома, оскільки в ранній модерний період їхні будинки вважалися місцем роботи та бізнесу (див. Своя кімната Вірджинії Вульф). Важливе твердження Нопперс, що «архітектурні простори в побуті, а також такі місця, як королівські суди, церкви та юридичні суди, породили та сформували жіноче письмо». У період раннього Нового часу більшість навчальних приміщень для дівчат знаходились в домашньому господарстві, що сприяло жінкам писати про кулінарію, різьблення та рукоділля. Так, голос багатьох письменниць відкрито демонструє підтримку гендерної та класової ієрархії.
Гендерне питання було основним мотивом жіночого письма, яке включало політику, релігію, клас, етнічну приналежність та практичні справи. Як і Джейн Енгер, багато письменниць писали, щоб захистити себе та свою репутацію через юридичний контекст та різні побутові форми. Причини їх письменницької діяльності були різними, багато авторок писали для себе, від імені та для членів своїх сімей або для релігійних цілей. Незважаючи на те, що освіта була недоступна жінкам раннього Нового часу, вони змогли знайти різні способи письма та поширення своєї роботи.